# Krysten Karwacki
Krysten Karwacki (Winnipeg, 30 de abril de 1991) es una deportista canadiense que compite en curling. Ganó dos medallas de bronce en el Campeonato Mundial de Curling, en los años 2022 y 2023.

## Palmarés internacional
| Campeonato Mundial | Campeonato Mundial     | Campeonato Mundial | Campeonato Mundial |
| Año                | Lugar                  | Medalla            | Prueba             |
| ------------------ | ---------------------- | ------------------ | ------------------ |
| 2022               | Prince George (Canadá) | Medalla de bronce  | Equipo             |
| 2023               | Sandviken (Suecia)     | Medalla de bronce  | Equipo             |